# 威廉·比格勒
威廉·比格勒（William Bigler，1814年1月1日—1880年8月9日）是宾夕法尼亚州第12任州长，1852年至1855年在任，后来称为民主党参议员。1833年创立了政治报纸《Clearfield Democrat》，后因木材生意而致富。1850年代进入宾夕法尼亚州参议院，1851年击败William F. Johnston当选州长。最然总体上反对奴隶制，他却支持政府的逃奴追缉法案和支持奴隶制的堪萨斯-内布拉斯加法案。1851年至1856年任美国参议员。